# 포르쉐 911 GT3
포르쉐 911 GT3(영어: Porsche 911 GT3)는 포르쉐 911을 기반으로 제작된 고성능 모델이다.
GT3는 국내 및 지역의 원메이크 포르쉐 카레라 컵 및 GT3 컵 챌린지 시리즈와 FIA 포뮬러 1 월드 챔피언십을 지원하는 국제 포르쉐 슈퍼 컵에서 성공적인 레이싱 경력을 쌓았다.

## 로드 카

### 996 GT3

#### 996.1 GT3
"GT3"의 명판은 1 세대 포르쉐 996 모델의 범위 (일반적으로 996.1로 알려져 있음)의 일부로 1999년에 소개되었다. 포르쉐의 이전 911 RS 모델과 마찬가지로 996 GT3도 레이싱에 치중한 만큼 차에 불필요한 무게를 더하는 요소는 없었다. 자동 에어컨과 CD/라디오가 무료 옵션 추가 기능이 되었지만 뒷좌석, 후방 확성기, 선루프 및 에어컨과 마찬가지로 소음 감소는 거의 완전히 제거되었다.

#### 996.2 GT3
포르쉐는 엔트리 레벨 박스터와 차별화 된 헤드 라이트를 포함한 2002년식 996 페이스리프트를 사용하여 2004년식 (미국 고객에게 자동차가 제공되는 첫해)을 위해 GT3를 대폭 개선하였다. 이 모델은 일반적으로 996.2 GT3로 알려져 있다.

### 997 GT3

#### 997.1 GT3
2006년 2월, 포르쉐는 현재 997.1 GT3로 알려진 2세대 GT3, 997을 공개하였다.새로운 415 PS (305 kW) 3.6 리터 플랫-식스 엔진에 더해이 차량은 "제로 리프트"공기 역학을 특징으로했으며, 이는 차가 공기 역학적 다운포스 만 생성하고 노면에서 위로 올라갈 때 그립 감소 "리프트"가 없음을 의미한다.

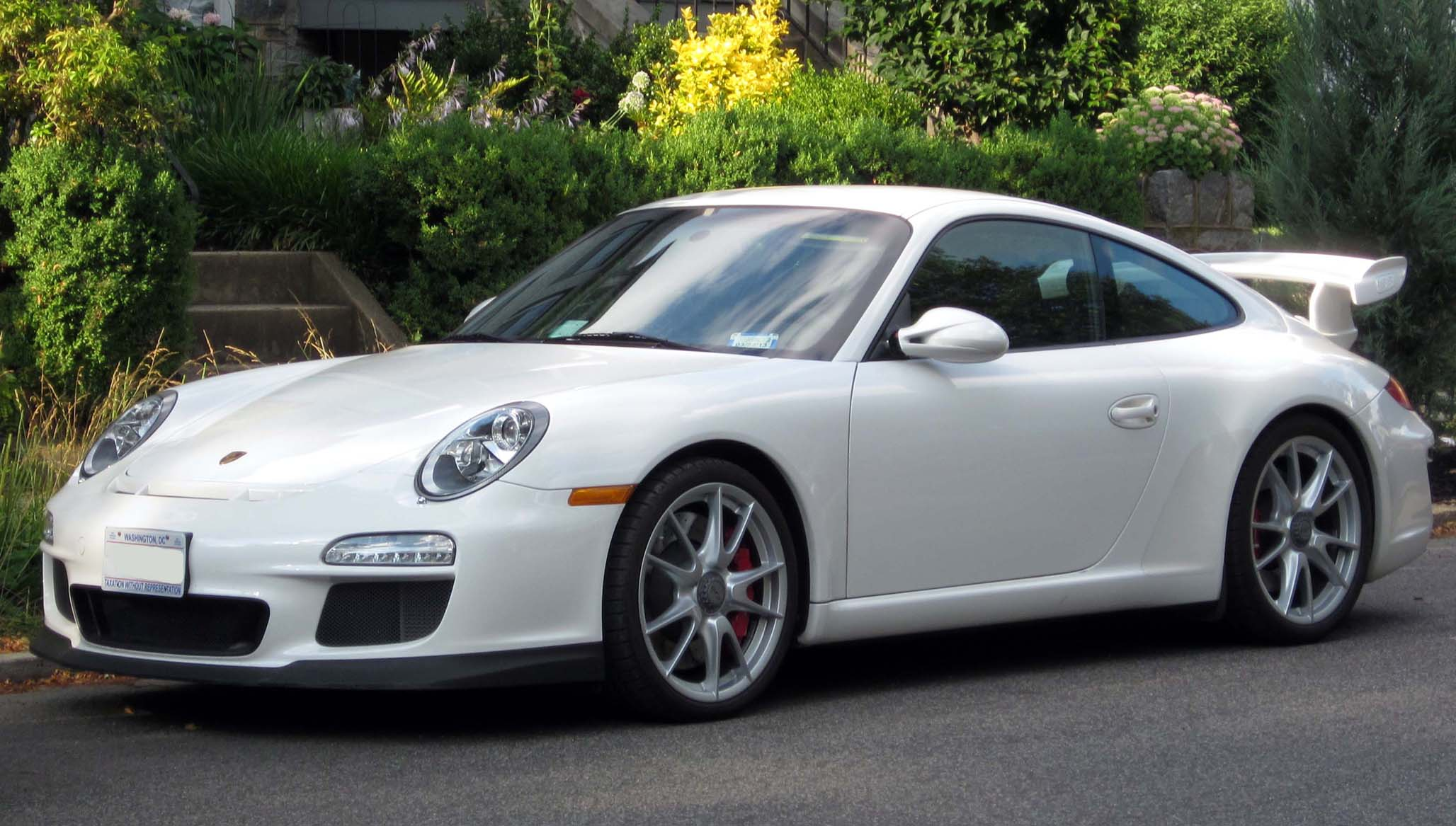
포르쉐 997 GT3(페이스리프트) 전면.
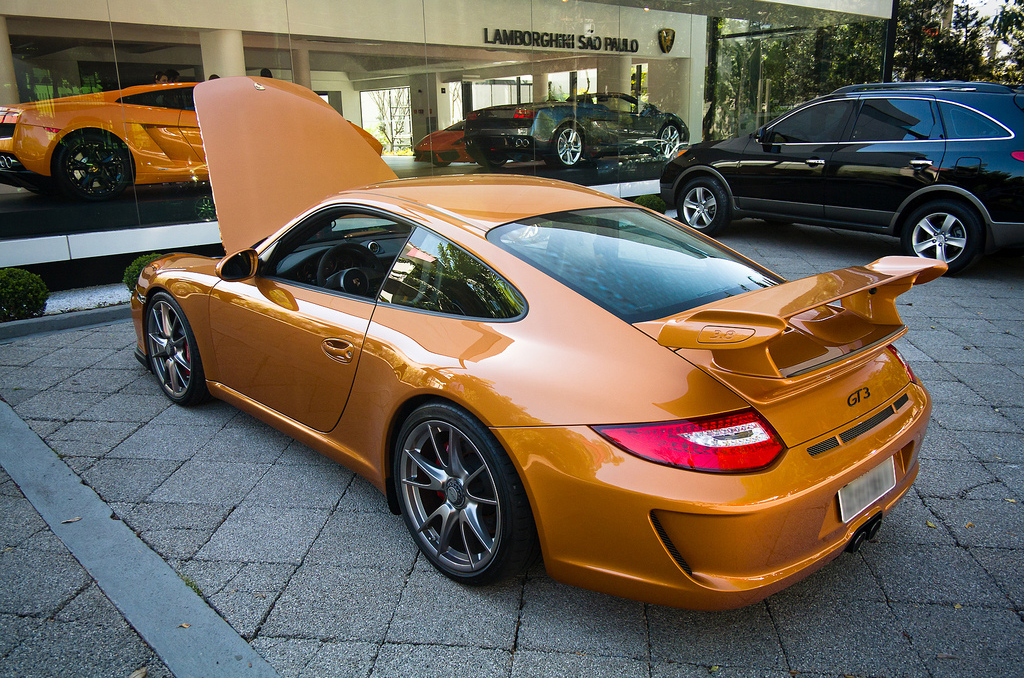
포르쉐 997 GT3(페이스리프트) 후면

#### 997.1 GT3 RS
포르쉐는 997 GT3의 RS 버전도 공개하였다. 이전 모델과 마찬가지로 다양한 레이싱 시리즈에 사용하기 위한 승인 모델이었다.

### 991 GT3

#### 991.1 GT3
포르쉐는 2013년 제네바 모터쇼에서 991 GT3를 공개하였다.991 GT3는 8,250rpm에서 475PS (469 마력, 349kW)를 개발하는 새로운 3.8 리터 DFI (직접 연료 분사) 플랫6 엔진, PDK (Porsche Doppelkupplung) 이중 클러치 기어 박스 및 후륜 스티어링을 갖추고 있다. 엔진은 991 Carrera S에 장착 된 장치를 기반으로하지만 몇 가지 공통 부품만 공유한다. 다른 모든 구성품, 특히 크랭크 샤프트 및 밸브 트레인은 991 GT3 용으로 특별히 조정 또는 개발되었다.

#### 991.1 GT3 RS
포르쉐는 2015년 제네바 모터쇼에서 911 GT3의 RS 버전을 공개하였다.

#### 991.2 GT3
포르쉐는 2017 제네바 모터쇼에서 페이스리프트된 991.2 GT3를 공개했다. 포르쉐 911 GT3 R 및 Cup 레이싱 카에서 파생된 4.0리터 플랫 6 엔진에서 9,000rpm 레드라인을 허용하는 엔진에 대한 광범위한 변경이 이루어졌다. 엔진의 출력은 500 PS (493 hp; 368 kW) 및 460 N·m (339 lb·ft)의 토크이고 초점은 스로틀 응답을 개선하기 위해 내부 마찰을 줄이는 것이었다. 991.1에 비해 리어 스포일러는 0.8인치 더 높고 더 뒤쪽에 위치하여 다운포스가 20% 증가하여 더 효과적이다. 새로운 프론트 스포일러와 더 큰 램 에어 덕트와 함께 리어 서스펜션의 변경 사항이 있다. 자동차는 최고 속도에서 154 kg (340 lb)의 다운포스를 생성한다. 991.2 GT3는 수동 변속기와 PDK 듀얼 클러치 변속기 사이의 선택을 다시 불러일으켰다.
성능 수치에는 3.8초(PDK 모델의 경우 3.2초)의 0–97 km/h (0–60 mph) 가속 시간과 11.6초의 1/4마일 시간이 포함되어 있으며 319 km/h (198 mph)의 최고 속도에 도달할 수 있다.

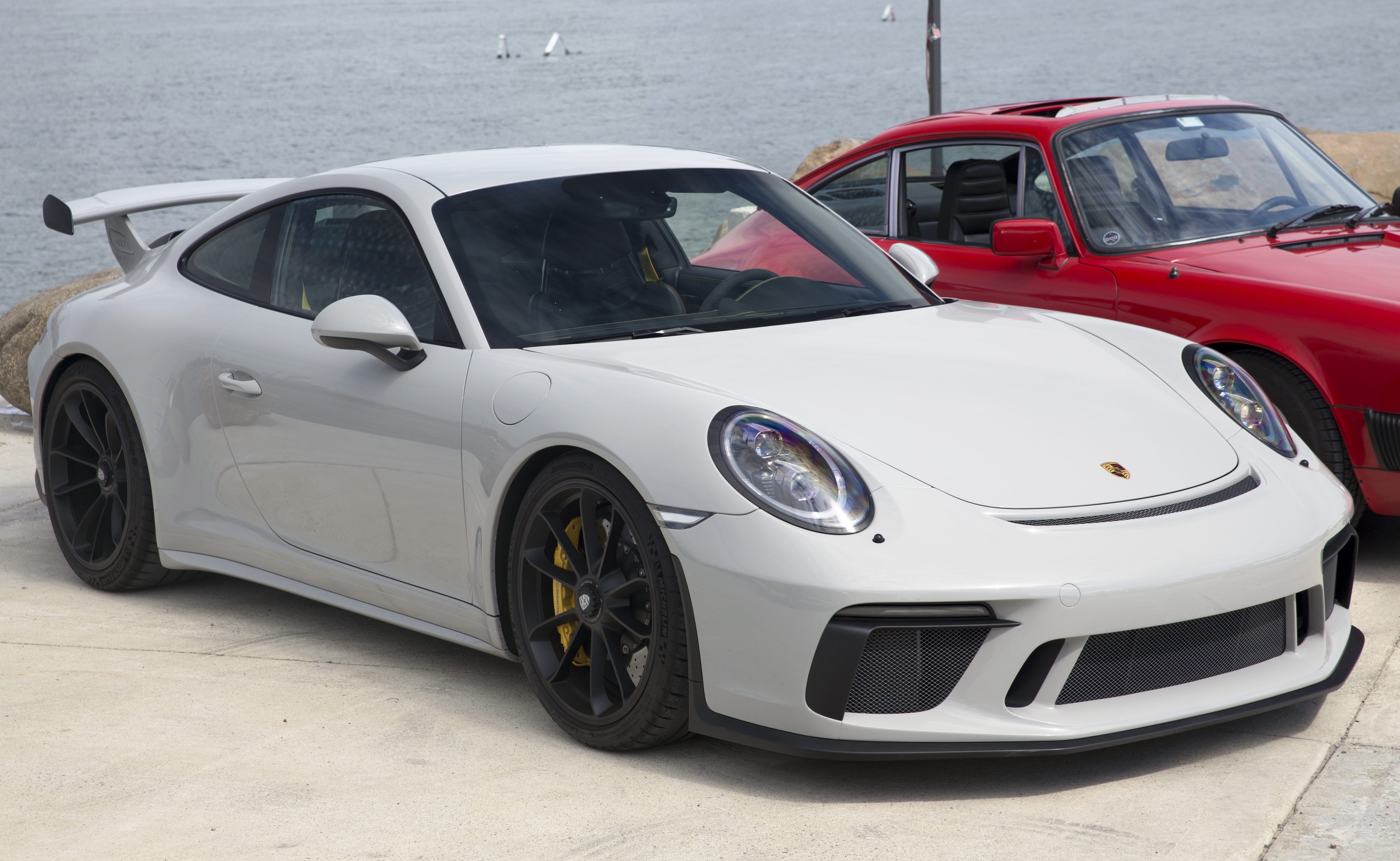
포르쉐 911 GT3 (991.2)
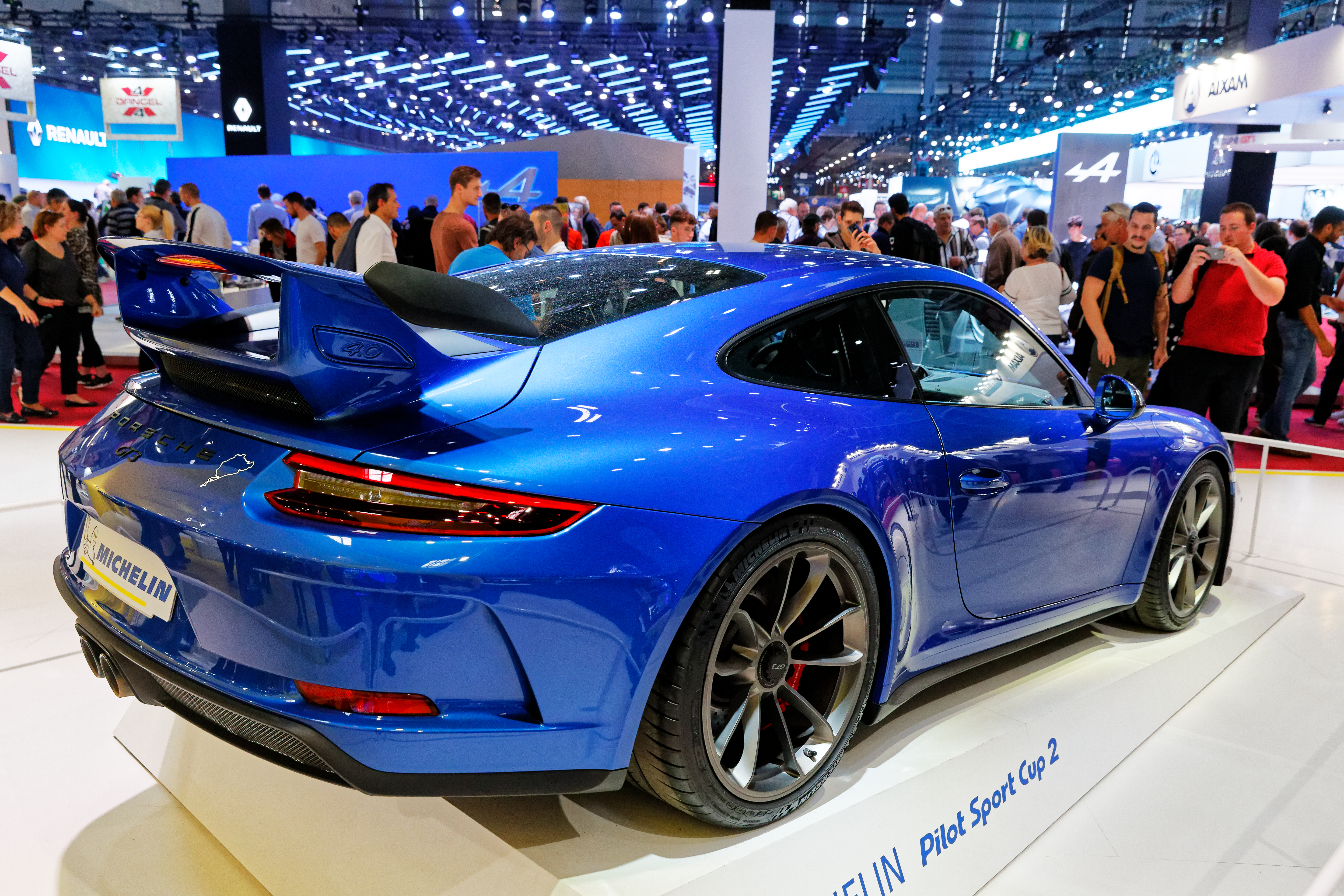
포르쉐 911 GT3 (991.2)의 후면

#### 991.2 GT3 RS
2018년 2월 포르쉐는 911의 991세대에 대한 업데이트를 계속하기 위해 개조 된 GT3 RS 모델을 공개했다. 변경 사항에는 GT3 및 RSR 모델과 유사한 새 엔진이 포함되며, 여기에는 이전 GT3 RS, 브레이크 냉각용 NACA 덕트에 비해 9,000rpm 레드라인과 20 PS (15 kW; 20 hp) 및 10 N·m (7.4 lb·ft) 증가가 있다. 수정된 프론트 페시아(991.2 GT3과 유사), 다운포스 증가를 위한 사이드 스커트 및 리어 윙(GT2 RS와 유사), 모든 서스펜션 링크의 볼 조인트, 프론트 헬퍼 스프링, 리어 및 리어 사이드 윈도우용 경량 유리 및 새롭게 개발된 타이어 컴파운드, 추가 탄소 섬유 바디 및 내부 부품, 마그네슘 휠 및 더 단단한 서스펜션 설정을 포함하는 Weissach 패키지는 옵션으로 제공된다.
2018년 4월 18일, 케빈 에스트레가 운전한 991.2 GT3 RS는 Nürburgring Nordschleife 주변에서 랩 타임을 6:56.4로 설정하였다.트랙 주변의 7분 장벽을 깨는 세 번째 포르쉐 생산 차량이며, 첫 번째는 918 스파이더이다.

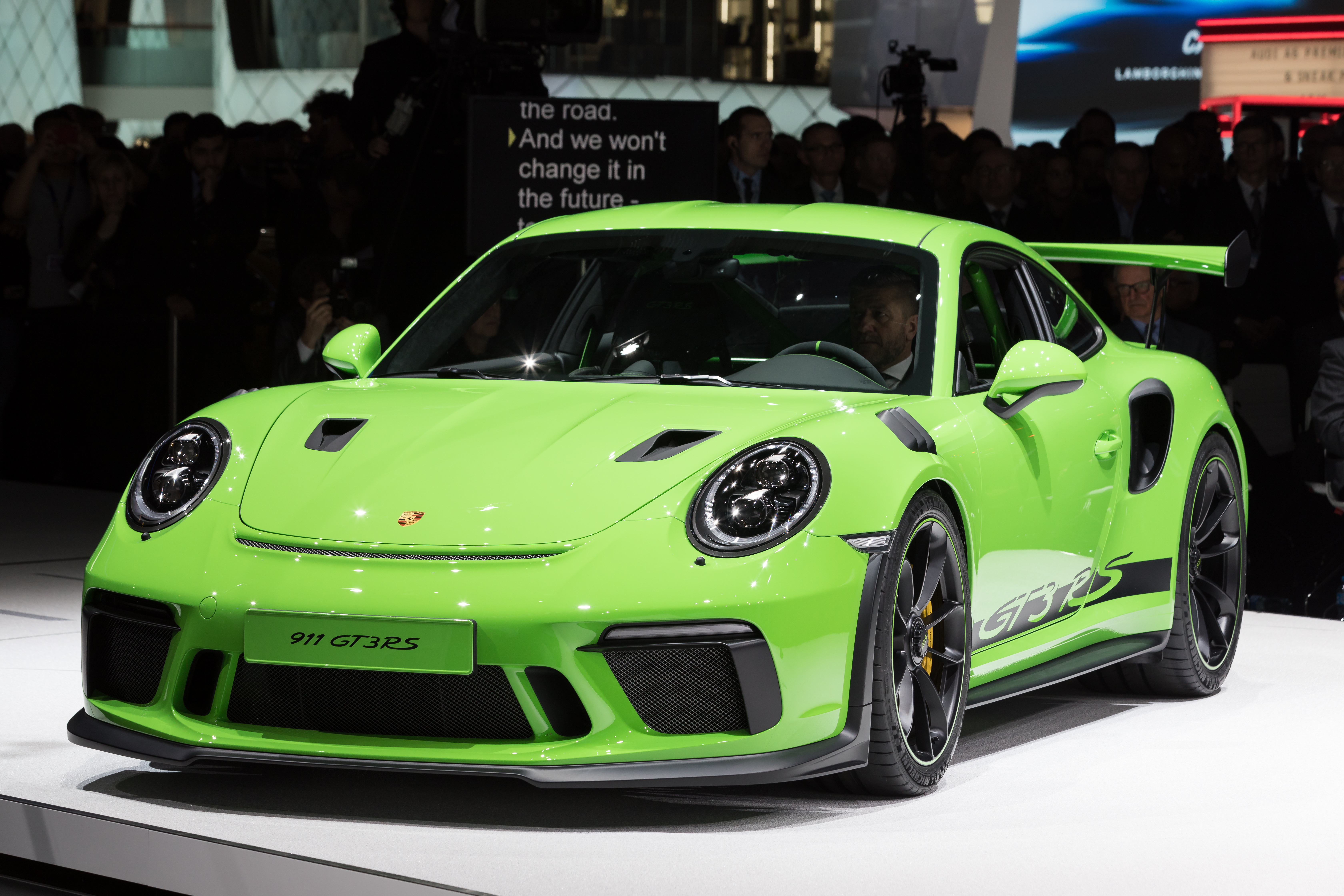
포르쉐 911 GT3 RS (991.2)

## 사양
| 모델명           | 연식           | Engine Displ. (cm³) | 최고출력                | 최대토크             | 전비중량                                               | 생산댓수 | 0–100 km/h (0–62 mph)          | 최고속도                                             |
| ---------------- | -------------- | ------------------- | ----------------------- | -------------------- | ------------------------------------------------------ | -------- | ------------------------------ | ---------------------------------------------------- |
| 996.1 GT3        | 1999년~2001년  | 3,600               | 360 PS (265 kW; 355 hp) | 370 N·m (273 lbf·ft) | 1,350 kg (2,976 lb)                                    | 1,868    | 4.8 seconds (manual)           | 302 km/h (188 mph)                                   |
| 996.2 GT3        | 2003–2004      | 3,600               | 381 PS (280 kW; 376 hp) | 385 N·m (284 lbf·ft) | 1,380 kg (3,042 lb)                                    | 2,313    | 4.5초 (수동)                   | 306 km/h (190 mph)                                   |
| 996.2 GT3 RS     | 2003년, 2004년 | 3,600               | 381 PS (280 kW; 376 hp) | 385 N·m (284 lbf·ft) | 1,360 kg (2,998 lb)                                    | 682      | 4.4 seconds (manual)           | 306 km/h (190 mph)                                   |
| 997.1 GT3        | 2006년~2009년  | 3,600               | 415 PS (305 kW; 409 hp) | 405 N·m (299 lbf·ft) | 1,394 kg (3,073 lb)                                    | 2,378    | 4.3 seconds (manual)           | 310 km/h (193 mph)                                   |
| 997.1 GT3 RS     | 2006년~2009년  | 3,600               | 415 PS (305 kW; 409 hp) | 405 N·m (299 lbf·ft) | 1,375 kg (3,031 lb)                                    | 1,106    | 4.2초                          | 310 km/h (193 mph)                                   |
| 997.2 GT3        | 2009년~2011년  | 3,797               | 435 PS (320 kW; 429 hp) | 430 N·m (317 lbf·ft) | 1,394 kg (3,073 lb)                                    | 2,256    | 4.1초 (수동)                   | 312 km/h (194 mph)                                   |
| 997.2 GT3 RS     | 2009년~2011년  | 3,797               | 450 PS (331 kW; 444 hp) | 430 N·m (317 lbf·ft) | 1,370 kg (3,020 lb)                                    | 2,000    | 4.0초 (수동)                   | 310 km/h (193 mph)                                   |
| 997.2 GT3 RS 4.0 | 2011           | 3,996               | 500 PS (368 kW; 493 hp) | 460 N·m (339 lbf·ft) | 1,360 kg (2,998 lb)                                    | 600      | 3.9 seconds (manual)           | 310 km/h (193 mph)                                   |
| 991.1 GT3        | 2013년~2016년  | 3,799               | 475 PS (349 kW; 469 hp) | 440 N·m (325 lbf·ft) | 1,430 kg (3,153 lb)                                    | 6,300    | 3.5초 (PDK)                    | 315 km/h (196 mph)                                   |
| 991.1 GT3 RS     | 2015년~2017년  | 3,996               | 500 PS (368 kW; 493 hp) | 460 N·m (339 lbf·ft) | 1,420 kg (3,131 lb)                                    | 4,500    | 3.3 seconds (PDK)              | 310 km/h (193 mph)                                   |
| 991.2 GT3        | 2017년~2019년  | 3,996               | 500 PS (368 kW; 493 hp) | 460 N·m (339 lbf·ft) | 1,430 kg (3,153 lb) (PDK) 1,413 kg (3,115 lb) (manual) | 9,500    | 3.4 seconds (PDK) 3.9초 (수동) | 318 km/h (198 mph) (PDK) 320 km/h (199 mph) (manual) |
| 991.2 GT3 RS     | 2018년, 2019년 | 3,996               | 520 PS (382 kW; 513 hp) | 470 N·m (347 lbf·ft) | 1,430 kg (3,153 lb)                                    | 4,880    | 3.2 seconds (PDK)              | 312 km/h (194 mph)                                   |
| 992 GT3          | 2021년~현재    | 3,996               | 510 PS (375 kW; 503 hp) | 470 N·m (347 lbf·ft) | 1,435 kg (3,164 lb) (PDK) 1,418 kg (3,126 lb) (manual) |          | 3.2초 (PDK) 3.9초 (수동)       | 318 km/h (198 mph) (PDK) 320 km/h (199 mph) (manual) |

## 모터스포츠

### 레이싱 카
911 GT3의 다양한 레이스 버전은 1998년부터 대회에 참여하였다.

#### 996 GT3 컵 (1998년~2001년)
996 GT3 컵은 265kW (360PS, 355hp) 정격의 GT1 블록을 기반으로 한 3.6리터 (보어 × 스트로크 : 100mm × 76.4mm) 박서 엔진을 특징으로 하는 다가오는 996 GT3 로드 카의 기초로 사용되었다. 6,250rpm에서 7,200rpm 및 360N⋅m (266lbf⋅ft), 레드 라인 8,000rpm, 6단 수동 변속기와 결합하며, 1999년 시즌 동안 엔진 출력은 6,250rpm에서 272kW (370PS; 365hp) 및 370N⋅m (273lbf⋅ft)로 증가했다.

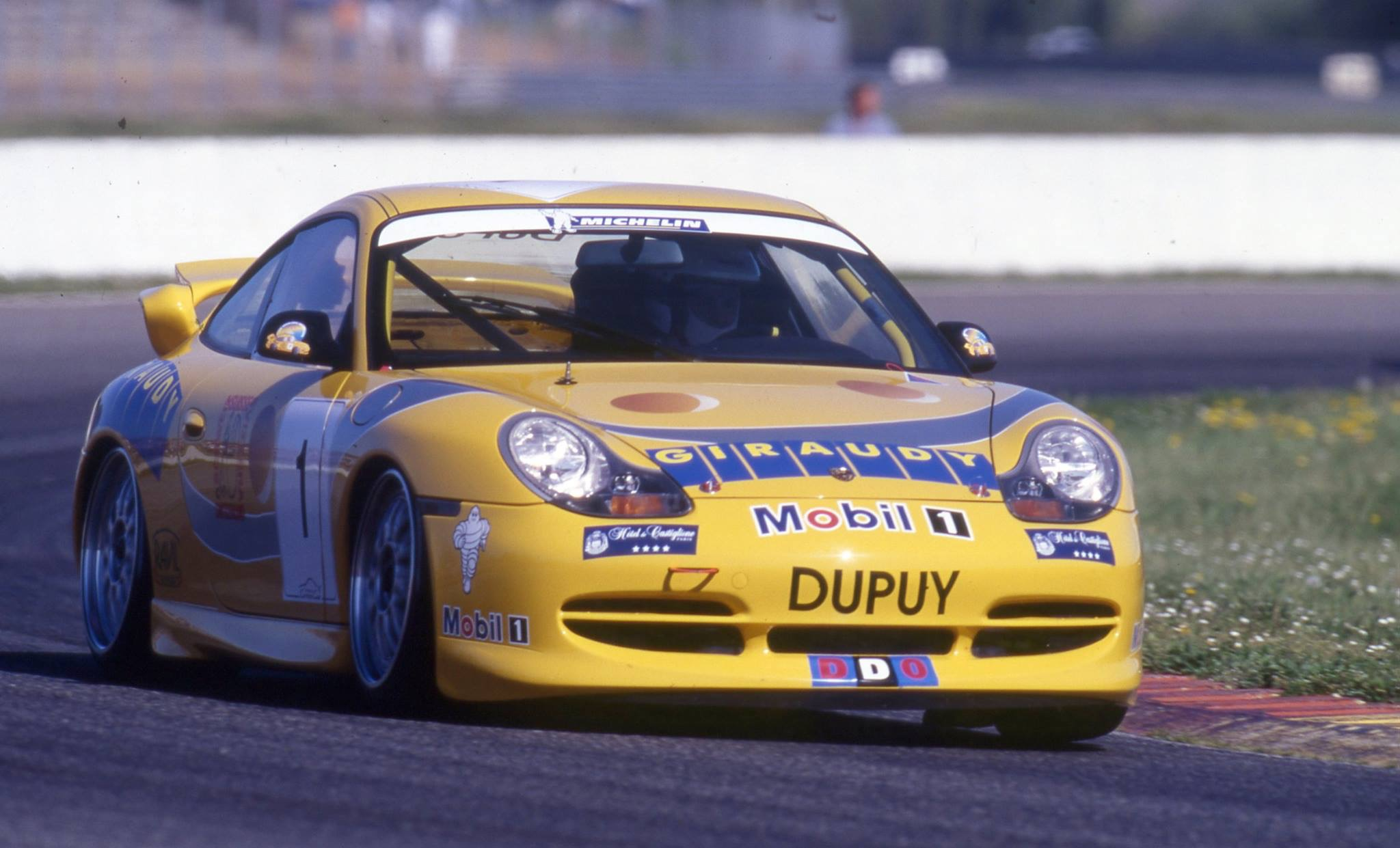
Porsche 911 GT3 Cup (996)

#### 997 GT3 CUP

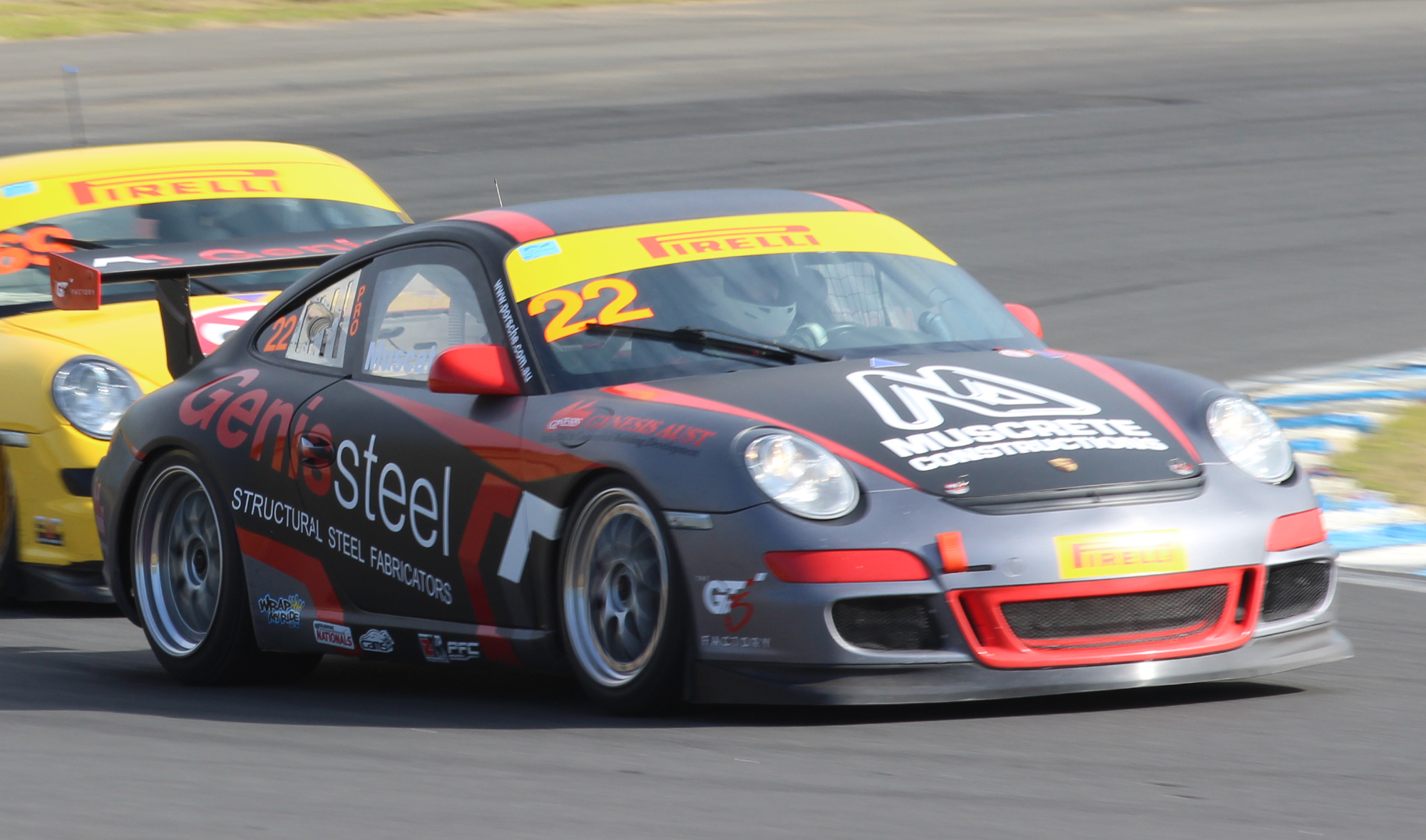
Porsche 911 GT3 Cup (997) front
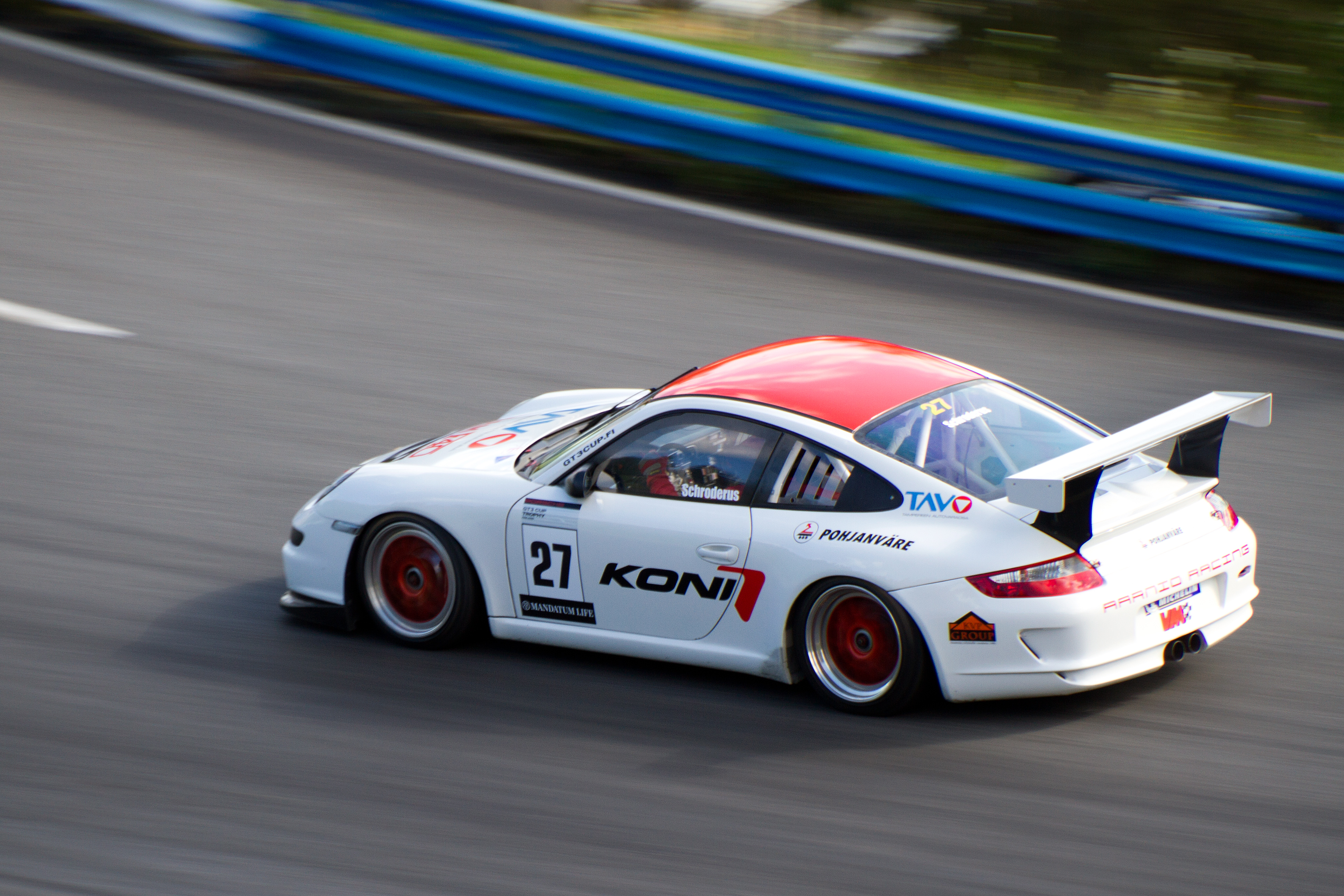
2008 Porsche 911 GT3 Cup (997) rear

#### 991 GT3 CUP

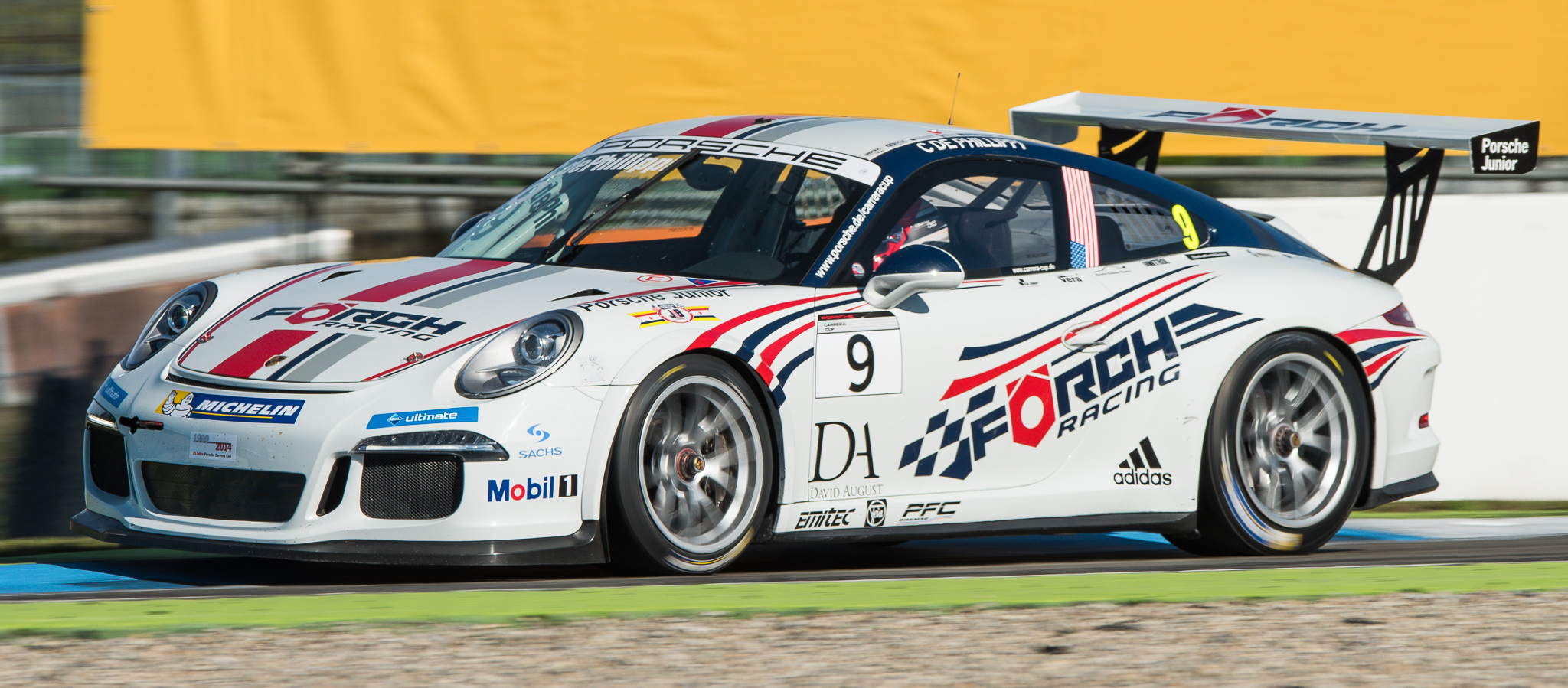
2014 Porsche 911 GT3 Cup (991)

## 비디오 게임에서의 등장
- 아스팔트 8: 에어본
- 아스팔트 9: 레전드
- 포르자 호라이즌 시리즈
- 포르자 모터스포츠 시리즈